# Pooli (kočka)

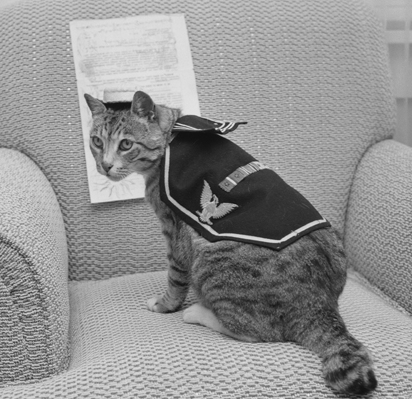
Pooli v uniformě 4. července 1959 v den jejích 15. narozenin

Pooli, celým jménem Princess Papule, byla lodní kočka, která společně se svým majitelem sloužila v několika bitvách druhé světové války v Tichomoří.

## Biografie
Následující text je překladem článku doprovázející fotografii Pooli v Los Angeles Times publikovaného 4. července 1959:
Kočičí veterán druhé světové války slaví své 15. narozeniny.
A stále se vejde do své staré uniformy se třemi medailovými stuhami a čtyřmi bitevními hvězdami.
Pooli, celým jménem Princess Papule, se narodila 4. července 1944 v loděnici námořnictva Pearl Harbor, řekl její současný majitel Benjamin H. Kirk.
Kirk vysvětlil, že na palubu útočné lodi USS Fremont Pooli ten den vzal Kirkův synovec, James I. Lynch, který je dnes odborníkem na administrativní služby Školské rady.
Pooli byla přítomna v bojích u Mariánských ostrovů, Palau, Filipín a Iwodžimy.
Kirk sdělil, že když zazněl povel na místa, Pooli šla do poštovní místnosti, kde se schovala do poštovního pytle.
A málem se stala válečnou obětí, když některé námořníky na palubě lodi na cestě domů napadlo hodit ji přes palubu, protože se kvůli ní báli karantény v San Franciscu. Pooli dostala na tři dny nepřetržitou stráž a loď zakotvila bez problému, řekl Kirk.
Teď je Pooli hluchá. Má jenom přední zuby a většinu dne prospí.
"Ale když byla mladší, nikdy neprohrála souboj s žádným psem ani kočkou v sousedství," řekl Kirk.